# Cynthia Goyette
Cynthia Goyette (n. 13 august 1946, Detroit, Michigan, SUA) este o înotătoare americană, medaliată olimpică. A participat la o ediție a Jocurilor Olimpice (1964) în care a câștigat o medalie de aur.

## Participări
Lista de mai jos prezintă principalele competiții la care a participat Cynthia Goyette de-a lungul carierei.
- swimming at the 1964 Summer Olympics – women's 4 × 100 metre medley relay[*]